# Osvaldo Mazzi
Osvaldo Mazzi (Milano, 13 settembre 1910 – Milano, 20 novembre 1987) è stato un calciatore italiano, di ruolo difensore.